# Burung kakatua

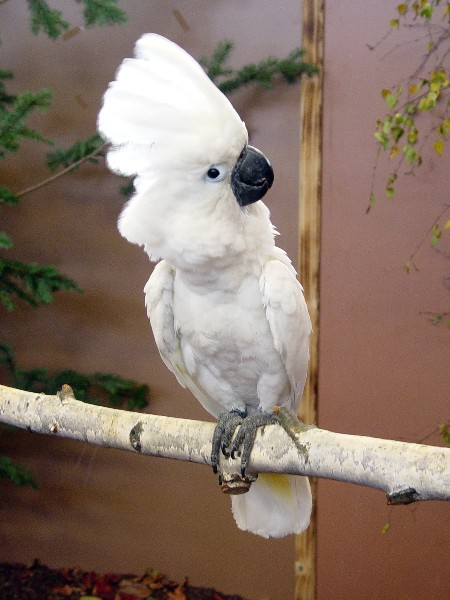
Een witte kaketoe

Burung Kakatua of Burung kakak tua is een traditioneel Indonesisch kinderlied. Het is afkomstig uit Ambon op de Molukken, maar heeft verbreiding gevonden in de andere delen van de Indonesische Archipel, maar ook daarbuiten. De taal is dan ook het Maleis, de voertaal op al de betreffende eilanden.
In Nederland is het lied bekend geworden in de koloniale tijd; toen leerden kinderen op school vaak volksliedjes zingen uit diverse overzeese gebiedsdelen van het toenmalige Koninkrijk. Overwegingen van onderwijzers waren daarbij deels culturele verbreding: zo werden de leerlingen immers vertrouwd gemaakt met die andere gebiedsdelen. Het lied vormde bovendien een uitbreiding van de voorraad melodieuze, gemakkelijk in het gehoor liggende verzen.
Daarbij kwam dat ook kinderen uit het toenmalige Nederlands-Indië wel "naar patria" (naar het vaderland, Nederland) werden gestuurd, omdat hun ouders vonden dat zij daar Europeser zouden worden opgeleid.

## Maleisië
Ook in Maleisië is het lied bekend. In dat gebied werd en wordt immers eveneens Maleis gesproken, en het lied kon zonder aanpassingen ingang vinden. Maar juist daardoor is het recent onderdeel geweest van een controverse tussen beide landen: Indonesiërs beschuldigden de Maleisiërs van "diefstal" van hun liederen, en daarmee van een deel van hun cultureel erfgoed. Het meest omstreden was daarbij het lied Rasa Sayange. Ook dat was van Molukse oorsprong, maar het is niettemin gebruikt in de Maleisische televisiecampagne die beoogde internationaal toeristen te trekken, en die gebruikmaakte van de tune Malaysia, Truly Asia: de melodie is die van Rasa Sayange.
Zette dat al kwaad bloed, erbij kwam de beschuldiging dat ook Burung Kakatua door de Maleisiërs werd gekaapt; die zouden dat in officiële uitingen hebben opgenomen.
Deze incidenten stonden overigens niet op zichzelf. De verhouding tussen Indonesië en Maleisië is vaker gespannen geweest, en op grond van diverse aanleidingen; maar de recente spanningen leidden ertoe dat er in Indonesië een campagne op gang kwam die een anti-Maleisische stemming uitdroeg. Met een woordspeling werd het land Malingsya genoemd (maling is Javaans voor "dief").

## Tekst van het lied
Burung Kakatua
Hinggap di jendela
Nenek sudah tua
Giginya tinggal dua
Letrum Letrum Letrum la la la
Letrum Letrum Letrum la la la
Letrum Letrum Letrum la la la
Burung Kakatua
Een vertaling van het couplet luidt:
De vogel kaketoe
zit in het vensterraam —
Oma is al oud;
ze heeft nog maar twee tanden over.

### Structuur
Het eerste, vierregelige couplet sluit aan bij een oude traditie in de Maleise literatuur, namelijk de pantun-vorm, die nog springlevend is: in de diverse talen van de Maleise archipel worden nog steeds pantun geschreven. Deze klassieke kwatrijnvorm bestaat uit tweemaal twee regels; tussen het eerste regelpaar en het tweede bestaat echter geen verband, of het is althans heel moeilijk te duiden. Dat is ook hier het geval.
Het tweede couplet staat hier los van en valt niet te vertalen. Het is een refrein, en van een speciale soort: het bestaat, net zoals refreinen in allerlei Europese volksliedjes, uit nonsenswoorden. Het ritme van de liedmelodie verandert hier ook; het wordt beduidend sneller en meeslepender, na het langzame pantun-gedeelte.

### Varianten en woordspel
Er bestaan diverse varianten van de tekst, met bijvoorbeeld menclok (Javaans voor "zit") in plaats van hinggap. In de nonsenswoorden is variatie nog voor de hand liggender (bijna alles is immers mogelijk, als het maar klinkt en zingbaar is), en men vindt bijvoorbeeld tlek dung of trek dung in plaats van letrum.
Hoewel er geen wezenlijk verband bestaat tussen het eerste verspaar en het tweede, valt er wel met vermeende overeenkomsten te spelen. Want de kakatua (een naam waarvan ons "kaketoe" is afgeleid) is dan wel een burung (een "vogel"), tegelijk betekent tua op zichzelf "oud", en het eerste deel, kaka-, doet sterk denken aan kakak ("oudere broer of zus"): er is maar één letter verschil, volop gelegenheid tot toespeling dus. Zo ontstaat een woordspel met een bijbetekenis "oudere zus/broer, vogel": niet geheel logisch, maar in een speels kindervers zeker niet ongebruikelijk.